# Mnioticus hancocki
Mnioticus hancocki is een keversoort uit de familie harige schimmelkevers (Cryptophagidae). De wetenschappelijke naam van de soort werd in 1935 gepubliceerd door Scott.